# Ceropegia stenoloba
Ceropegia stenoloba är en oleanderväxtart som beskrevs av Ferdinand von Hochstetter och Erich Werdermann. Ceropegia stenoloba ingår i släktet Ceropegia och familjen oleanderväxter. Utöver nominatformen finns också underarten C. s. schliebenii.